# William Slade
William Slade (nacido el 9 de mayo de 1873, murió el 30 de septiembre de 1941) fue un atleta británico que compitió en los Juegos Olímpicos de 1908 en Londres.
Slade ganó la medalla de bronce olímpica en el tira y afloja durante los Juegos Olímpicos de Londres 1908. Formó parte del equipo británico de la Policía Metropolitana División "K" que quedó en tercer lugar en la competencia del tira y afloja. Se perdió en la semifinal contra el City of London Police desde entonces ha ganado la final ante la Policía de Liverpool y éstos fueron campeones olímpicos. La Policía Metropolitana División "K", finalmente ganó la medalla de bronce contra Suecia. Había cinco equipos que participaron, todas las medallas ganadas por los equipos británicos.